# Co-op News
Co-op News es una revista mensual de noticias y un sitio web del movimiento cooperativo mundial con sede en el Reino Unido.
Fue publicada por primera vez en Manchester, en pleno auge de la industria del algodón, en 1871 con el nombre de The Co-operative News, y es el periódico cooperativo más antiguo del mundo. Inicialmente era un periódico semanal, pero en 2006 pasó a ser quincenal y, finalmente, mensual en 2017. En los últimos años, el periódico también ha cambiado de marca y ha adoptado el formato actual de revista de noticias.
El periódico tiene su sede en Holyoake House, Manchester, y lo publica Co-operative Press, una cooperativa de consumidores cuyos miembros son los suscriptores del periódico.
En 1883, el periódico empezó a publicar el Women's Corner, editado por Alice Acland. Esto fomentó la creación de la Liga de Mujeres para la Difusión de la Cooperación ese mismo año. Más tarde, la Liga pasó a llamarse Women's Co-operative Guild.
En 1971, la Scottish Co-operator -fundada en 1893- se fusionó con la Co-operative News.